# Romeville
Romeville est une census-designated place de la paroisse de Saint-Jacques, en Louisiane, aux États-Unis. 